# Zuil van Volta

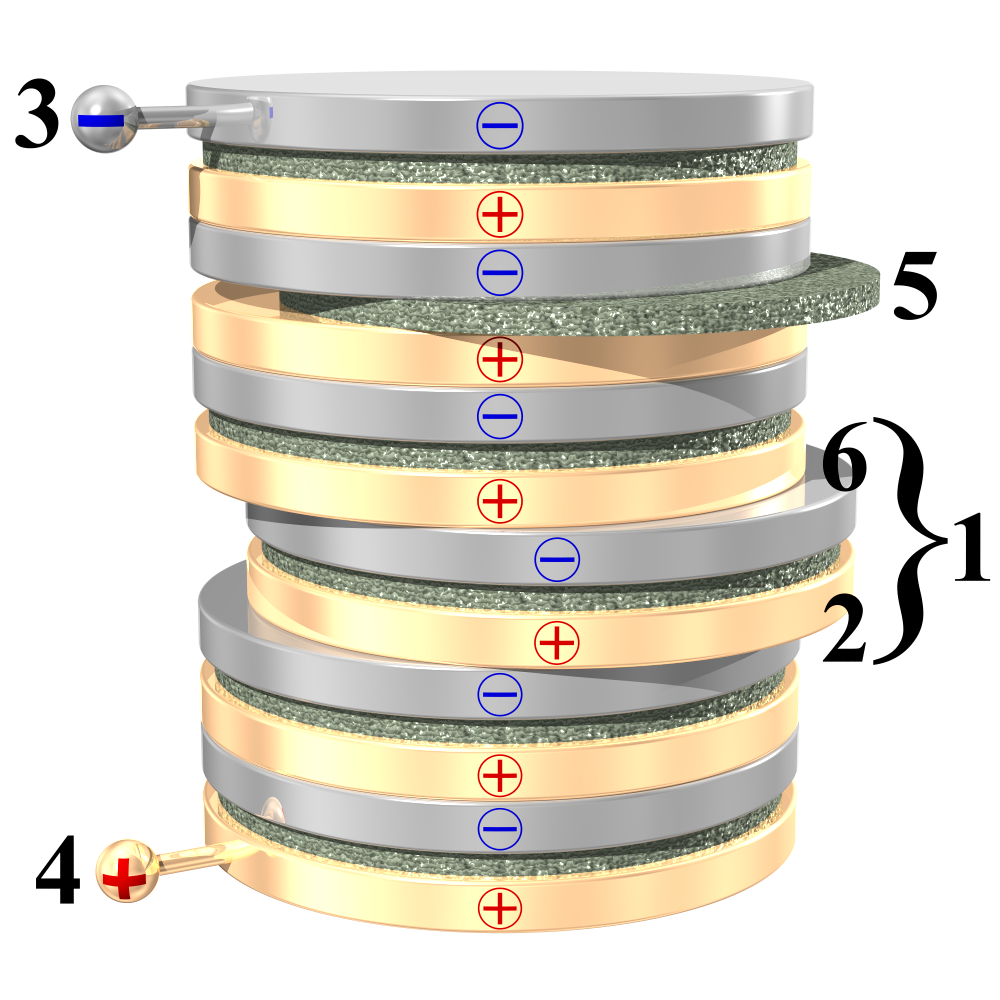
Zuil van Volta, met daarin
1: één Voltaïsche cel
2: een koperen schijf
3: min-pool, 4: plus-pool
5: met zuur of loog bevochtigd leer of karton
6: een zinken schijf

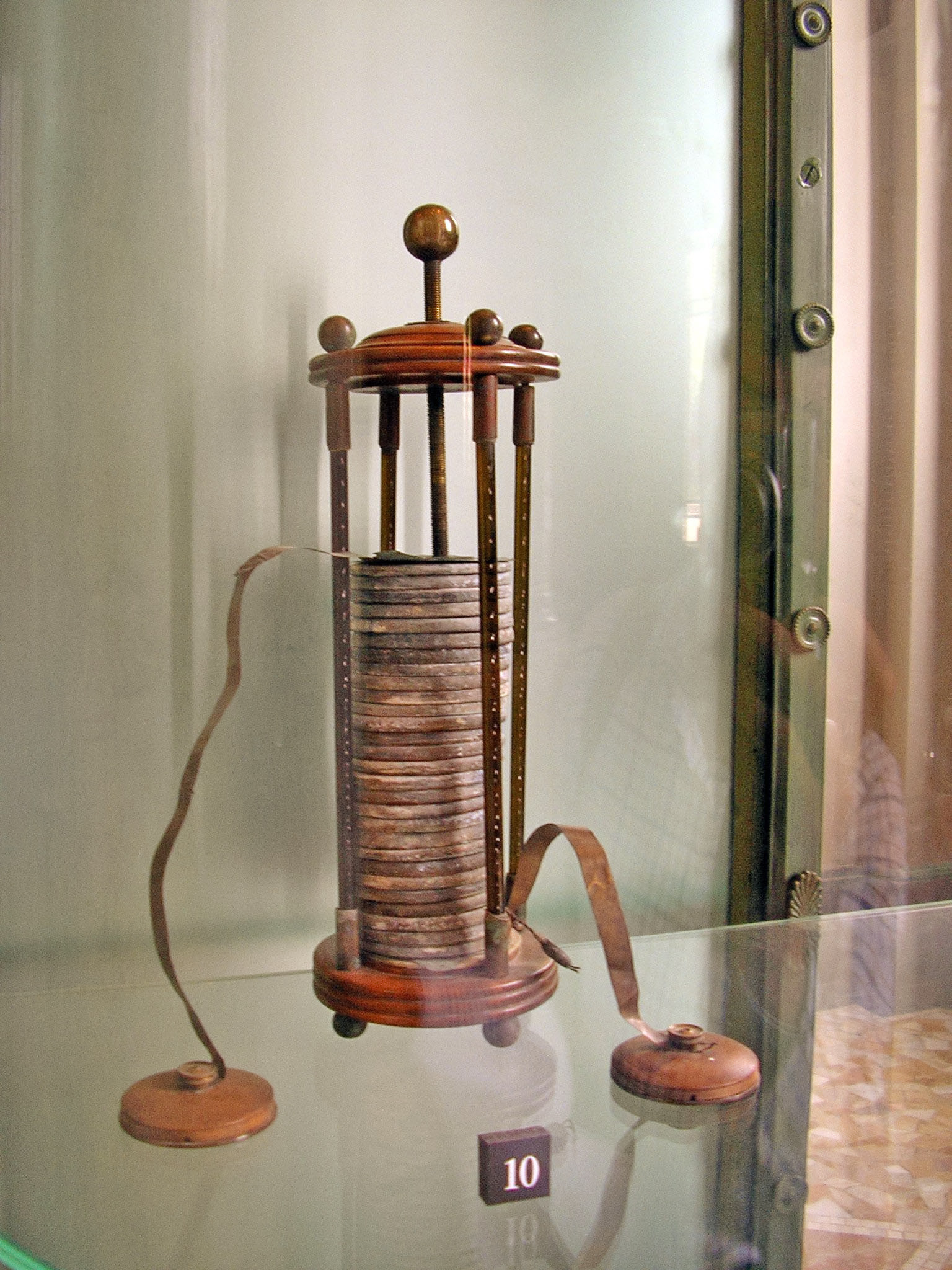
Zuil van Volta

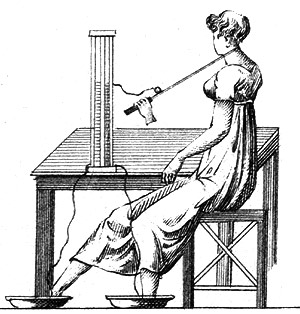
Oude gravure met de zuil

De zuil van Volta is de naam voor een elektrische batterij zoals deze door Alessandro Volta in 1800 is uitgevonden. In 1836 werd de batterij verder ontwikkeld door John Daniell. Er wordt aangenomen dat dit de eerste batterij is. 
De zuil van Volta is een stapeling, vandaar het woord zuil, van meerdere voltaïsche cellen. Elk zo'n cel bestaat uit een plaatje zink waarop een in pekel of zuur gedompeld stukje vilt ligt en daarop weer een stukje koper.

## Historie
In 1786 deed de Italiaanse anatoom Luigi Galvani een wonderlijke ontdekking: hij kon de poot van een ontlede kikker laten stuiptrekken door deze aan te raken met twee verschillende metalen. Galvani dacht dat hij een soort 'dierlijke elektriciteit' had ontdekt, die zich in het dierlijke weefsel zou bevinden en door de aanraking van de metalen vrijkwam.
Volta daarentegen dacht echter dat elektriciteit anorganisch was en dat de verschillende metalen voor de stroom zorgden. Om dit te bewijzen bouwde Volta een opstelling samengesteld uit een aantal kommen gevuld met een zoutoplossing. Draden liepen steeds van de ene kom naar de andere, waarbij van elke draad één uiteinde van koper was gemaakt en het andere uiteinde van zink. Zodra die elkaar raakten ging er door de draden een stroom lopen.
Later maakte Volta een eenvoudiger ontwerp. Dat bestond uit een koper- en een zinkplaatje, gescheiden door een in zout water gedrenkt stukje karton. Door deze elementen tussen glazen staven op elkaar te stapelen ontstond een kolom: de 'zuil van Volta'.

## Werking
De werking van de zuil van Volta berust op de redoxreactie die plaatsvindt in de afzonderlijke Voltaïsche cellen. Aan de negatieve pool, de anode, vindt het oxidatieproces plaats. Het onedele zink zal in de zoutoplossing gaan, waarbij het twee elektronen afstaat. Aan de positieve pool, de kathode, vindt het reductieproces plaats. Positief geladen ionen in de zoutoplossing nemen de elektronen op en slaan neer op de koperen elektrode. 
De elektromotorische kracht of celspanning ligt tussen de 0,8 en 1,1 volt. De redoxreactie is onomkeerbaar en is werkzaam zolang het leer of karton nog vochtig is.

## Toepassing
In de eerste helft van de 19e eeuw heeft de zuil van Volta het onderzoek naar elektriciteit sterk gestimuleerd. In plaats van de kortstondige elektrische vonken van elektriseermachines hadden wetenschappers nu de beschikking over een constante bron van elektriciteit. Op 20 maart 1800 schreef Volta aan de Royal Society in Londen hoe zijn zuil gebruikt kon worden om een elektrische stroom te produceren. Kort daarna ontdekten William Nicholson en Anthony Carlisle, met behulp van de zuil, de elektrolyse van water. 
Het was Humphry Davy, die aantoonde dat de elektromotorische kracht van de zuil werd veroorzaakt door een chemische reactie en niet – zoals verondersteld werd door Volta – door het potentiaalverschil tussen de twee verschillende metalen. Zelf gebruikte Davy de zuil van Volta om chemische stoffen te ontleden, in een proces dat elektrolyse wordt genoemd. Zo was hij in staat om diverse metalen in hun zuivere vorm te isoleren, waaronder kalium, natrium, calcium, strontium, barium en magnesium. Tevens werd de ontwikkeling van de telegrafie erdoor gestimuleerd.
De zuil van Volta lag ook aan de basis van de ontdekking van elektromagnetisme. In 1820 ontdekte Hans Christian Ørsted met behulp van dit toestel de invloed van een elektrische stroom op een kompasnaald. Deze ontwikkeling zou uiteindelijk leiden tot de uitvinding van de dynamo, als opvolger van de zuil van Volta.